# Grace Miller White
Grace Miller White (* 1868 in Ithaca als Mary Esther Miller; † 1957) war eine amerikanische Jugendbuchschriftstellerin.
Sie begann ihre Karriere als Autorin mit dem Verfassen von Theaterstücken, bevor sie sich 1909 Romanen zuwandte. Mehrere ihrer Bücher wurden für die Leinwand adaptiert, vor allem Tess of the Storm Country, das zwischen 1914 und 1960 viermal verfilmt, aber nie ins Deutsche übertragen wurde. Den Namen Grace nahm sie um 1897 an, in Erinnerung an eine jüngere Schwester, die vor ihrem ersten Geburtstag starb.

## Leben
Als Kind hinkte White und musste an Krücken gehen, sodass sie nicht zur Schule geschickt werden konnte. Obwohl sie später geheilt wurde, hatte sie nie eine reguläre Schulbildung und heiratete im Alter von 15 Jahren. Mit 23 Jahren hatte sie fünf Kinder zur Welt gebracht und wurde Witwe in Butte, Montana, mit vier Kindern. Während eines ihrer Kinder blind war und später starb, zog sie ihre drei anderen Kinder auf und schickte schließlich ihr ältestes Kind aufs College. Sie heiratete zweimal, zuerst Homer White und dann Friend H. Miller.
White begann, für eine Pharmafirma zu reisen. Sie reiste mit ihrem Musterkoffer durch den Mittleren Westen, Virginia und Carolina und erhielt dafür 100 US-Dollar im Monat und ihre Ausgaben. Obwohl sie genug Geld verdiente, gab White ihre Arbeit auf, weil sie etwas anderes finden wollte, das es ihr ermöglichte, zu Hause bei ihren Kindern zu sein. Mit dieser Idee kam White 1899 nach New York City und bekam eine Anstellung als Sekretärin bei der Kommission der Pariser Ausstellung. Doch nach weniger als einem Jahr endete die Pariser Ausstellung und White war arbeitslos. Zu dieser Zeit hatte White auch an einer privaten Abendschule studiert. Nach zwei Jahren Abendstudium legte sie die Regents-Prüfung ab, die sie für den College-Zugang qualifizierte. Sie lehnte es jedoch ab, eine weitere Ausbildung zu absolvieren.
Eines Tages ging White mit einem Stenografen, den sie kannte, zum Mittagessen, der bei einer Zeitung namens American Commerce and Industry arbeitete. Die Zeitung wurde von George Casey geleitet und im Interesse der politischen Kampagne McKinleys veröffentlicht. Der Stenograf konnte sie Mr. Casey vorstellen, und nachdem sie ein Musterschreiben verfasst hatte, wurde White schließlich von der Zeitschrift beauftragt, einen Text zu verfassen, der die Frauen der Vereinigten Staaten ansprechen und für die Wahl McKinleys werben sollte. Nach einiger Zeit hielt White im Rahmen ihrer Tätigkeit auch öffentliche politische Reden zur Unterstützung McKinleys. Mehrere Jahre danach nahm White regelmäßig am republikanischen Wahlkampfkomitee von New York teil und sprach bei jedem Wahlkampf sowohl in der Stadt als auch im Umland.
1902 war sie Trauzeugin bei der Hochzeit der Schriftstellerin Zoe Anderson Norris und des Illustrators J. K. „Jack“ Bryans.

## Ausgewählte Bibliographie
- Deserted at the Altar (1905, verfilmt 1922)[3]
- The House of Mystery (1905)
- Tess of the Storm Country (1909)
- From the Valley of the Missing (1911)
- When Tragedy Grins (1912)
- Rose o' Paradise (1915)
- The Secret of the Storm Country (1917)
- Judy of Rogues' Harbor (1918)
- The Shadows of the Sheltering Pines (1919)
- Storm Country Polly (mit Frank Tenney Johnson, 1920)
- The Marriage of Patricia Pepperday (1922)
- The Ghost of Glen Gorge (1925)
- Susan of the Storm (1927)